# ジョヴァンニ・バッティスタ・シドッティ
ジョヴァンニ・バッティスタ・シドッティ（シドッチ、シドティ、イタリア語: Giovanni Battista Sidotti（Sidoti）、寛文8年（1668年8月22日） - 正徳4年10月21日（1714年11月27日））は、イタリア人のカトリック司祭。江戸時代中期の日本へ潜入して捕らえられ、その死まで江戸で幽閉された。時の幕政の実力者、新井白石はシドッティとの対話をもとに『西洋紀聞』などを著した。

## 生涯
現在のイタリアのシチリア貴族の出身。特定の修道会に所属しない教区司祭で、ローマ教皇庁の法律顧問を務めていた。東アジアに派遣された宣教師らの報告によって日本における宣教師や現地の信徒（切支丹）の殉教を知り、日本への渡航を決意した。教皇クレメンス11世に願い出て宣教師となり、マニラに向けて出帆した。
高祖敏明（元上智学院理事長）は教会史料の分析や、シドッティが布教省の命によりローマ時代に日本語学習を始めていたこと、典礼論争に関する清皇帝への特使に同行してアジアに来たことから、来日は個人的動機だけでなく、日本に開国を促す非公式な教皇使節であった可能性を指摘している。
マニラでは4年間宣教師として奉仕し、現地の宣教師仲間やバチカンからもその功績を認められるに至った。この間、江戸幕府の禁教政策により宣教師や信徒共同体への弾圧を聞き知っていたマニラ駐在の宣教師らは日本行きに反対したが、シドッティの決意は変わらなかった。1708年（宝永5年）8月、鎖国下の日本へ出発するシドッティのためだけに建造された船に乗り、日本に向けて出発した。10月、髪を月代に剃り、和服を着て帯刀し侍の姿に変装して屋久島に上陸した。島の百姓に見つかり言葉が通じないことで怪しまれ、ほどなく役人に捕らえられて長崎へと送られた。
翌1709年（宝永6年）江戸に護送され、時の幕政の実力者で儒学者であった新井白石から直接尋問を受けた。白石はシドッティの人格と学識に感銘を受け、敬意を持って接した。シドッティも白石の学識を理解して信頼し、2人は多くの学問的対話を行った。特にシドッティは白石に対し、従来の日本人が持っていた「宣教師が西洋諸国の日本侵略の尖兵である」という認識（いわゆる「キリスト教奪国論」）が誤りであるということを説明した。白石はその点については理解したが、キリスト教の教義自体については「神が自ずと生まれたというなら、天地もまた自ずと発生することができないのはおかしい」などと反論し、「児戯にひとしい考え」と厳しい評価を下した。
新井白石は切支丹、特に伴天連（宣教師という意味の単語であるパードレ"Padre"の音訳）は、見つけ次第拷問し転ばせる（キリスト教信仰を捨てさせる）という従来の幕府の規定を破り、以下のような意味の意見上申を行った。
1. 上策：本国送還。これは難しく見えるが、一番易しい。
2. 中策：囚人として幽閉。これは簡単なようで実は難しい。
3. 下策：処刑。これは簡単なようで実際に簡単。

白石が幕府に本国送還を上策として具申したのは異例のことであった。結局、用心した幕府は中策を採用し、シドッティを小石川（現・東京都文京区小日向1-24-8）にあった切支丹屋敷へ幽閉することに決定した。
島原の乱の5年後、寛永20年（1643年）イタリアの宣教師ペトロ・マルクエズら10人が筑前国に漂着、すぐに捕らえられて江戸送りとなり伝馬町の牢に収容された。切支丹屋敷の起こりは、その後正保3年（1646年）に大目付兼宗門改役であった井上政重の下屋敷内に牢や番所を建てて設けられたものである。
小石川の切支丹屋敷では宣教をしてはならないという条件で、拷問を受けないことはもちろん、囚人としての扱いを受けることもなく、二十両五人扶持という破格の待遇で軟禁されていた。屋敷でシドッティの監視役で世話係であったのは長助・はるという老夫婦であった。彼らは切支丹の親を持ち、親が処刑されたため、子供のころから切支丹屋敷で働いて過ごしていた。ある日、2人は木の十字架をつけていることを役人により発見され、シドッティに感化されてシドッティより洗礼を受けたと告白した。そのためシドッティは2名とともに屋敷内の地下牢に移され、その10ヶ月後の1714年（正徳4年）10月21日に46歳で衰弱死し殉教した。

## 死後

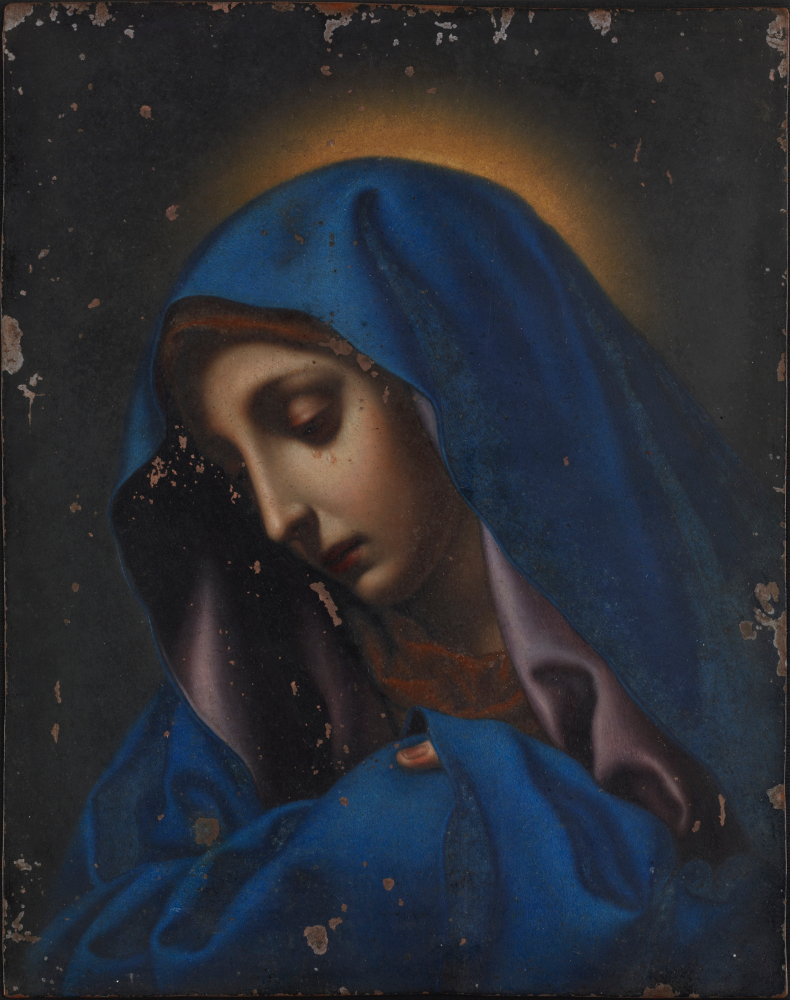
聖母像（親指のマリア）

新井白石はシドッティとの対話から得た知識をまとめ、『西洋紀聞』と『采覧異言』を著した。また、シドッティの所持品であったカルロ・ドルチ作の聖母の図像（通称「親指のマリア」）は現在東京国立博物館が所蔵し、重要文化財に指定されている（重要文化財「長崎奉行所キリシタン関係資料」のうち）。
2014年に切支丹屋敷跡地を発掘したところ3体の人骨が発掘され、国立科学博物館などの調査により、1体はシドッティ、残りの2体の人骨は、1人は日本人、もう1人はDNAが残っていなかったため分析不能という結果が2016年4月に公表された。調査報告書は2016年7月に刊行予定と報じられた。国立科学博物館では発掘された遺骨をもとにシドッティの頭部の復元像を制作し、2016年11月8日に公開された。
2022年2月2日、江戸時代の最後の宣教師シドッティが日本で最初に足を踏み入れた場所、屋久島の小島集落に歴史の足跡を後世に残すべく、「屋久島シドッティ記念館設立実行委員会」がホームページを公開し、民間による寄附活動を開始した。

## 列福調査
2019年3月7日、イタリア・パレルモ教区でシドッティ神父と2名の信徒の列福調査に関する手続きが開始された。通常、殉教地の教区が列福申請の一番目の順位となるが、神父の出身地であるパレルモ教区がカトリック東京大司教区に権限の委譲を願い、列福調査の総責任を担うこととなった。3月19日には、殉教地のカトリック東京大司教区で調査や証言の聴取が開始される。調査を任命されたのはフランシスコ会マリオ・カンドゥッチ神父であり、列福申請の調査報告書は6月にヴァチカンに提出予定と報じられた。

## 関連文献

### 小説
- 太宰治「地球図」（『晩年』所収）
- 藤沢周平『市塵』講談社、1989年
- 坂口安吾「イノチガケ」（筑摩書房『坂口安吾全集03』所収）

### ルポルタージュ・研究書
- 古居智子『密行 最後の伴天連シドッティ』中経出版、2010年
- 篠田謙一『江戸の骨は語る 甦った宣教師シドッチのDNA』岩波書店、2018年
- マリオ・トルチヴィア（著）北代美和子／筒井砂（訳）高祖敏明（監訳）『ジョヴァンニ・バッティスタ・シドティ　使命に殉じた禁教下最後の宣教師』教文館、2019年 ISBN：978-4-7642-6740-4